# ذباب الورق وأشباهه
ذياب الورق وأشباهه أو فوق فصيلة ذباب اللوكسانيويديا (الاسم العلمي: Lauxanioidea)، هي فصيلة عليا كبيرة من رتبة ذوات الجناحين.